# Robert Sean Leonard
Robert Sean Leonard (Jersey City, Nova Jersey, 28 de febrer del 1969) és un actor estatunidenc, guanyador d'un premi Tony i conegut per la seva aparició a El club dels poetes morts i pel seu paper de Dr. James Wilson a la sèrie House, MD.

## Biografia
Robert Sean Leonard, de nom complet Robert Lawrence Leonard va néixer als Estats Units d'Amèrica l'any 1969. Va estudiar a la Columbia University. El seu paper cinematogràfic més reconegut és el d'aspirant a actor, Neil Perry, a El club dels poetes morts junt amb Robin Williams.
Ha estat tres vegades nominat als premis Tony (1993, 2001 i 2003), guanyant el premi l'any 2001 per la interpretació de A.E Housman a la pel·lícula The Invention of Love.
A televisió, el seu paper més conegut és el del Dr. James Wilson a la sèrie House, MD.

## Filmografia
| Any       | Títol                                                | Personatge       | Notes              |
| --------- | ---------------------------------------------------- | ---------------- | ------------------ |
| 1986      | The Manhattan Project                                | Max              |                    |
| 1988      | My Best Friend Is a Vampire                          | Jeremy Capello   |                    |
| 1989      | El club dels poetes morts (Dead Poets Society)       | Neil Perry       |                    |
| 1990      | Mr. & Mrs. Bridge                                    | Douglas Bridge   |                    |
| 1991      | Married to It                                        | Chuck Bishop     |                    |
| 1993      | Rebels del swing (Swing Kids)                        | Peter Müller     |                    |
| 1993      | Much Ado About Nothing                               | Claudio          |                    |
| 1993      | L'edat de la innocència (The Age of Innocence)       | Ted Archer       |                    |
| 1994      | Safe Passage                                         | Alfred Singer    |                    |
| 1996      | The Boys Next Door                                   | Barry Klemper    | TV                 |
| 1996      | El corredor de la mort (Killer: A Journal of Murder) | Henry Lesser     |                    |
| 1996      | I Love You, I Love You Not                           | Angel of Death   |                    |
| 1997      | In the Gloaming                                      | Danny            | TV                 |
| 1998      | Standoff                                             | Jamie Doolin     |                    |
| 1998      | The Last Days of Disco                               | Tom Platt        |                    |
| 1998      | Ground Control                                       | Cruise           |                    |
| 2001      | Tape                                                 | Jon Salter       |                    |
| 2001      | A Glimpse of Hell                                    | Tinent Dan Meyer | TV                 |
| 2001      | Driven                                               | Demille Bly      |                    |
| 2001      | Chelsea Walls                                        | Terry Olsen      |                    |
| 2003      | The I Inside                                         | Peter Cable      |                    |
| 2003      | A Painted House                                      | Jesse Chandler   | TV                 |
| 2004–2011 | House, MD                                            | Dr. James Wilson | sèrie de televisió |

## Premis
- 2001 - Tony Award a millor actor per The Invention of Love